# Essex-Schwein

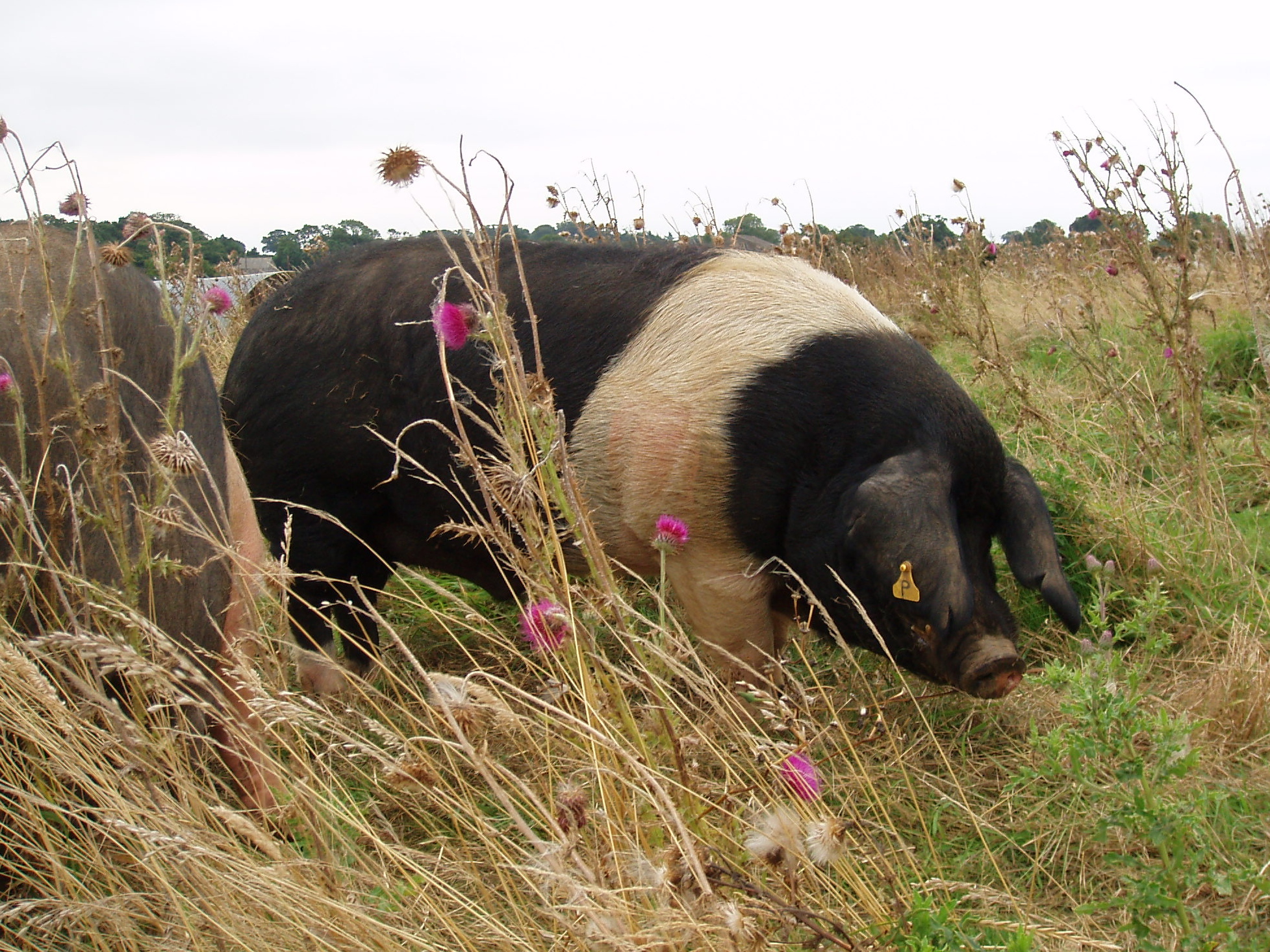
Essex-Schwein.

Das Essex-Schwein ist eine fast ausgestorbene Schweinerasse aus England.

## Zuchtgeschichte
In dem Glauben, dass die alte Rasse Essex-Schwein aus Essex in England sich völlig in der Rasse Wessex-Schwein aufgelöst hatte, um die Rasse Britisches Sattelschwein zu bilden, wurde das Essex-Schwein 1967 für ausgestorben erklärt.
Der Landwirt John Crowshaw hatte sich allerdings geweigert, seine Essex-Herde zu verkreuzen und damit diese alte Rasse gerettet. Heute versucht James Doherty von Jimmy’s Farm, die Rasse wieder aufzubauen. Die letzten Essex-Schweine sind zu besichtigen in: Rozel Bay, Les Ormes Golf Club.